# Eileen Diss
Eileen Winifred Diss (Londra, 13 maggio 1931 – Londra, 5 novembre 2024) è stata una scenografa britannica, vincitrice di sei BAFTA.

## Biografia
Nata nel borgo londinese di Hackney nel 1931, studiò alla Central School of Arts and Crafts e poi a Kingston con Mervyn Peake. Dopo aver conseguito la laurea, cominciò a lavorare come scenografa a innumerevoli programmi televisivi della BBC nel 1952, affermandosi grazie al suo lavoro nella serie antologica Play of the Month, di cui disegnò le scenografie per sedici trasposizioni televisive di classici teatrali come Romeo e Giulietta, Cyrano de Bergerac, Candide e L'importanza di chiamarsi Ernesto. Nei primi anni novanta lavorò anche come scenografa a una ventina di episodi di Jeeves and Wooster con Hugh Laurie e Stephen Fry. Per la sua attività televisiva ha vinto sei British Academy Television Award, di cui uno onorario alla carriera nel 2006, mentre nel 1975 è stata nominata Royal Designer for Industry.
In campo cinematografico è nota come scenografa di Casa di bambola (1973), Tradimenti (1983) e Il matrimonio di Lady Brenda (1988). In campo teatrale lavorò prevalentemente sulle scene londinesi e a Stratford-upon-Avon con la Royal Shakespeare Company, lavorando occasionalmente anche a Broadway e Dublino. Lavorò spesso come scenografa al National Theatre in allestimenti di Spirito allegro (1976), La guardia al Reno (1980), Misura per misura (1981), Traduzioni (1981) e La guerra di Troia non si farà (1983), anche se in campo teatrale è nota soprattutto come frequente collaboratrice di Harold Pinter, con cui collaborò assiduamente tra il 1964 e il 2000, anche alle messe in scena di Il ritorno a casa (1978), Il guardiano (1980) e Terra di nessuno (2001). Per la sua attività sulle scene londinesi fu candidata tre volte al Premio Laurence Olivier tra il 1976 e il 1981.
Nel 1953 sposò il pilota Ray Everett, da cui ebbe tre figli prima di rimanere vedova nel 1994. È morta nel 2024 all'età di novantatré anni.

## Filmografia (parziale)

### Cinema
- Casa di bambola (A Doll's House), regia di Joseph Losey (1973)
- Un'adorabile canaglia (Sweet William), regia di Claude Whatham (1980)
- Tradimenti (Betrayal), regia di David Jones (1983)
- Il matrimonio di Lady Brenda (A Handful of Dust), regia di Charles Sturridge (1988)

### Televisione
- Play of the Month - serie TV, 16 episodi (1965-1977)
- I misteri di Orson Welles (Great Mysteries; anche Orson Welles' Great Mysteries) - serie TV, episodi 1x21 e 1x26 (1974)
- Hello Lola (Murder), regia di Christopher Hodson - film TV (1976)
- Il segno dei quattro (The Sign of Four), regia di Desmond Davis - film TV (1983)
- Una povera ragazza ricca – La storia di Barbara Hutton (Poor Little Rich Girl: The Barbara Hutton Story) - miniserie TV, 6 episodi (1986)